# La Vallée-du-Richelieu
La Vallée-du-Richelieu ist eine regionale Grafschaftsgemeinde (französisch municipalité régionale du comté, MRC) in der kanadischen Provinz Québec.
Sie liegt in der Verwaltungsregion Montérégie und besteht aus 13 untergeordneten Verwaltungseinheiten (sechs Städte, sechs Gemeinden und ein Sprengel). Die MRC wurde am 1. Januar 1982 gegründet. Der Hauptort ist Belœil. Die Einwohnerzahl beträgt 124.420 (Stand: 2016) und die Fläche 588,60 km², was einer Bevölkerungsdichte von 211,4 Einwohnern je km² entspricht.

## Gliederung
Stadt (ville)
- Belœil
- Carignan
- Chambly
- Mont-Saint-Hilaire
- Otterburn Park
- Saint-Basile-le-Grand

Gemeinde (municipalité)
- McMasterville
- Saint-Antoine-sur-Richelieu
- Saint-Charles-sur-Richelieu
- Saint-Denis-sur-Richelieu
- Saint-Marc-sur-Richelieu
- Saint-Mathieu-de-Belœil

Sprengel (municipalité de paroisse)
- Saint-Jean-Baptiste

## Angrenzende MRC und vergleichbare Gebiete
- Le Bas-Richelieu
- Les Maskoutains
- Rouville
- Le Haut-Richelieu
- Roussillon
- Longueuil
- Marguerite-D’Youville